# ¿Hacia dónde va la izquierda?
¿Hacia dónde va la izquierda? (título original en francés Où va la gauche?) es un ensayo del escritor franco-español Jorge Semprún escrito en colaboración con Denis Olivennes que expresa su visión del futuro de la izquierda en Francia y en Europa.

## Presentación
En este ensayo, Jorge Semprún hace un balance de la situación actual a la luz de la experiencia política de más de medio siglo, discute el futuro de la izquierda e intenta una proyección política basada en las dificultades que la izquierda vive hoy en muchos países europeos. Ya en 2005, había publicado con el ex primer ministro francés Dominique de Villepin, un libro de reflexión y confrontación de sus experiencias, El hombre europeo.
Este libro se inscribe en esta lógica de reflexión a largo plazo, de un hombre que quiere dar un paso atrás para hacer un balance de su familia política, de la izquierda actual, para identificar algunas ideas o al menos algunas vías esenciales, condiciones para que una izquierda victoriosa pueda gobernar con buenas posibilidades de éxito.